# Bào Công
Bào Công (chữ Hán: 麃公; bính âm: Biao Gōng; ? - ?) là tướng nước Tần cuối thời kỳ Chiến Quốc.

## Binh nghiệp
Năm 246 TCN, Tần Chiêu Tương vương chết, Tần vương Chính lên ngôi, Mông Ngao, Vương Nghĩ, Bào Công được phong tướng quân.
Năm 244 TCN, Bào Công tấn công đất Quyển (Khuyên) của nước Ngụy, chém ba vạn thủ cấp.

## Trong văn hóa
Bào Công không xuất hiện trong tiểu thuyết Đông Chu liệt quốc chí của Phùng Mộng Long.
Trong manga Vương giả thiên hạ của họa sĩ Hara Yasuhisa, Bào Công là một lão tướng trong quân Tần, nghiện rượu, có kinh nghiệm nhiều năm trấn thủ biên giới, từng làm thượng cấp của nhân vật chính Tín và tướng Bích. Ông nổi tiếng là một tướng bản năng xuất sắc nhất dưới thời Tần vương Chính, có thể cảm nhận tinh tế sự vận động của chiến trường với hình thức là "lửa" nên sử dụng tướng mưu lược để đối đầu với ông là điều bất khả thi trừ khi dùng tướng bản năng như ông. Đội quân của ông được chính Vương Kỵ đánh giá là mạnh hơn cả quân Vương Kỵ về sức chịu đựng, kĩ năng cá nhân và tuân lệnh cấp trên.
Trong trận Hàm Cốc, Bào Công xuất quân phá kế hoạch của tướng Sở Hãn Minh (汗明). Cá nhân ông rất tín nhiệm Tín, điều động hai chi ngũ bách nhân (mỗi đội 500 người, 2 đội 1000 người) cho đội Phi Tín. Khi Lý Mục đánh lén Hàm Dương, Bào Công hạ lệnh cho quân của Tín đi cứu viện, còn bản thân ở lại cản quân Bàng Noãn, dù bẻ gãy được một cánh tay của Bàng Noãn nhưng cuối cùng ông bị Noãn chém chết. Trước khi chết, ông đã ném chiếc khiên của mình cho Tín rồi nói cậu hãy tiếp tục tiến lên phía trước và đừng để ngọn lửa mà cậu thắp lên bị lụi tàn. Sau này, chỉ huy Nhạc Lôi và Ngã Lữ (đều là cựu lính Bào Công) đã tiết lộ lính Bào Công rất ghen tị với Tín vì vị đại tướng quá cố luôn xem Tín như con trai mình do ông không có con. Tín đã ghi nhớ sự hi sinh anh dũng của Bào Công bằng cách đặt tên cho những cựu lính Bào Công phục vụ cho Phi Tín Quân là "Phi Bào Đội" - một trong những đơn vị tinh nhuệ nhất dưới quyền Tín. Sau khi được thăng lên cấp bậc tướng quân và chỉ huy 15.000 lính, Phi Bào Đội đã được tổ chức lại thành thiên nhân đội "Hắc Phi Bào" (đơn vị 1000 người, chỉ huy bởi Ngã Lữ) và "Xích Phi Bào" chỉ huy bởi Nhạc Lôi.